# Paris Volley

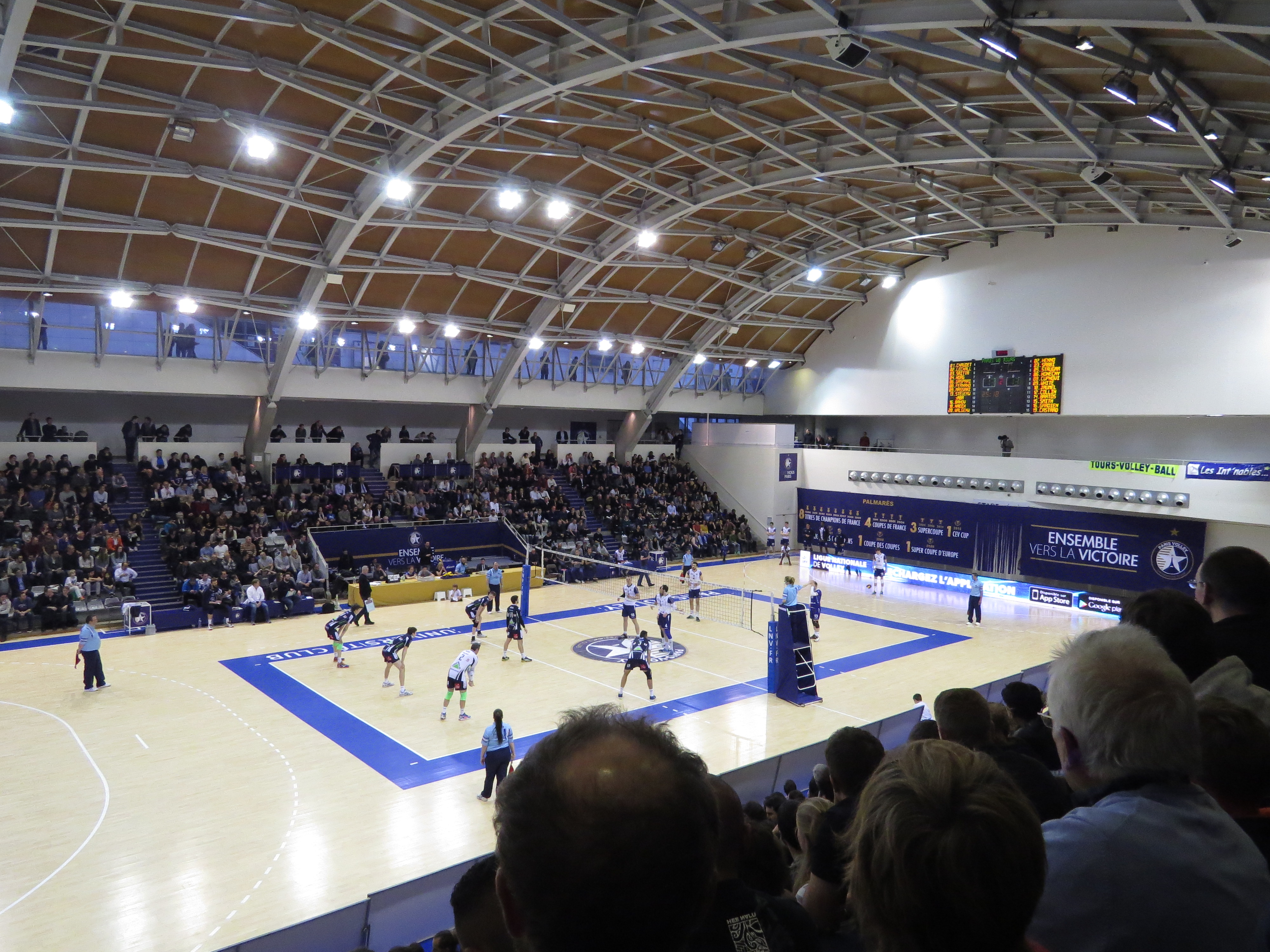
Salle Pierre Charpy od środka

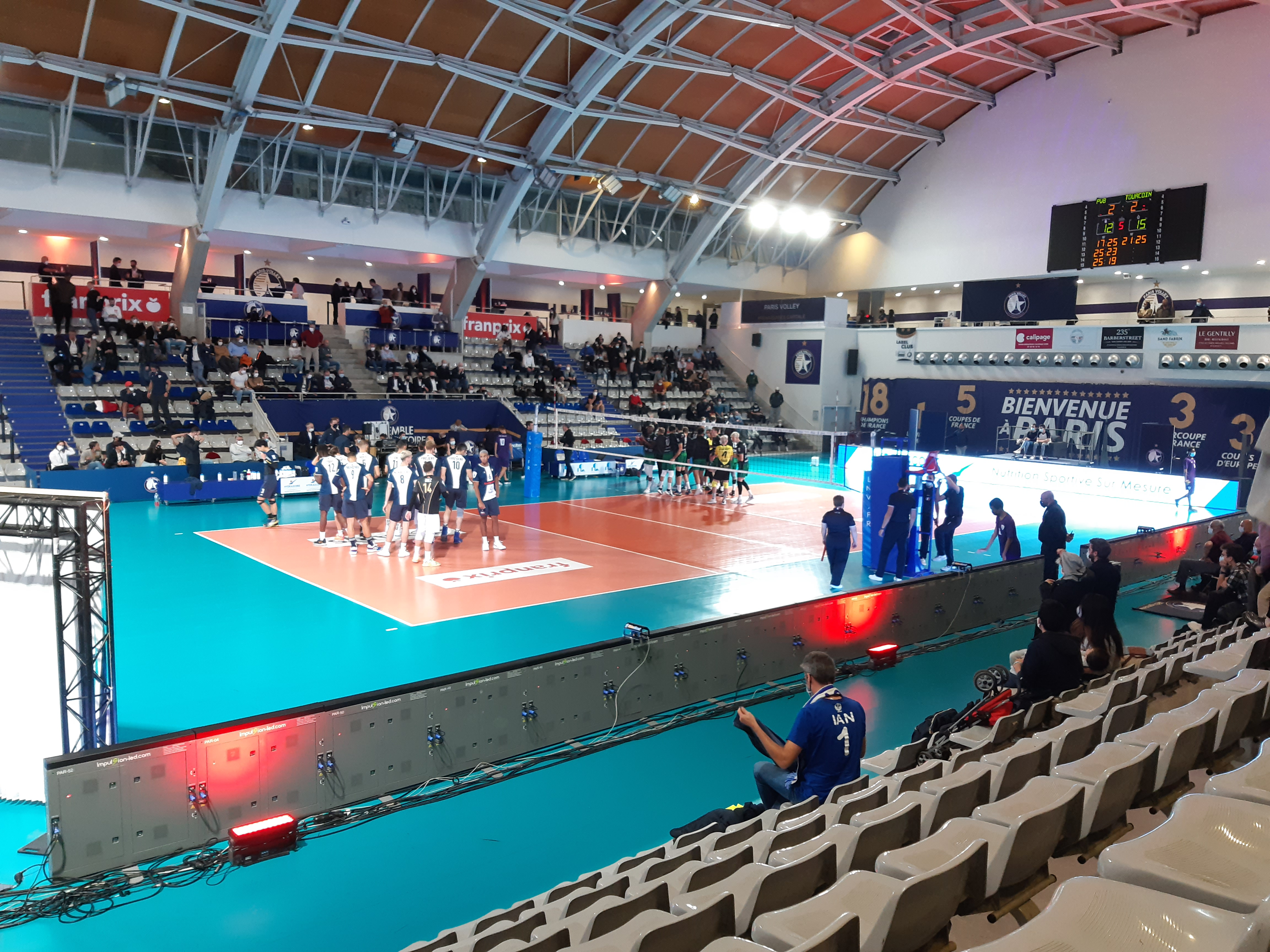
Salle Pierre Charpy od środka

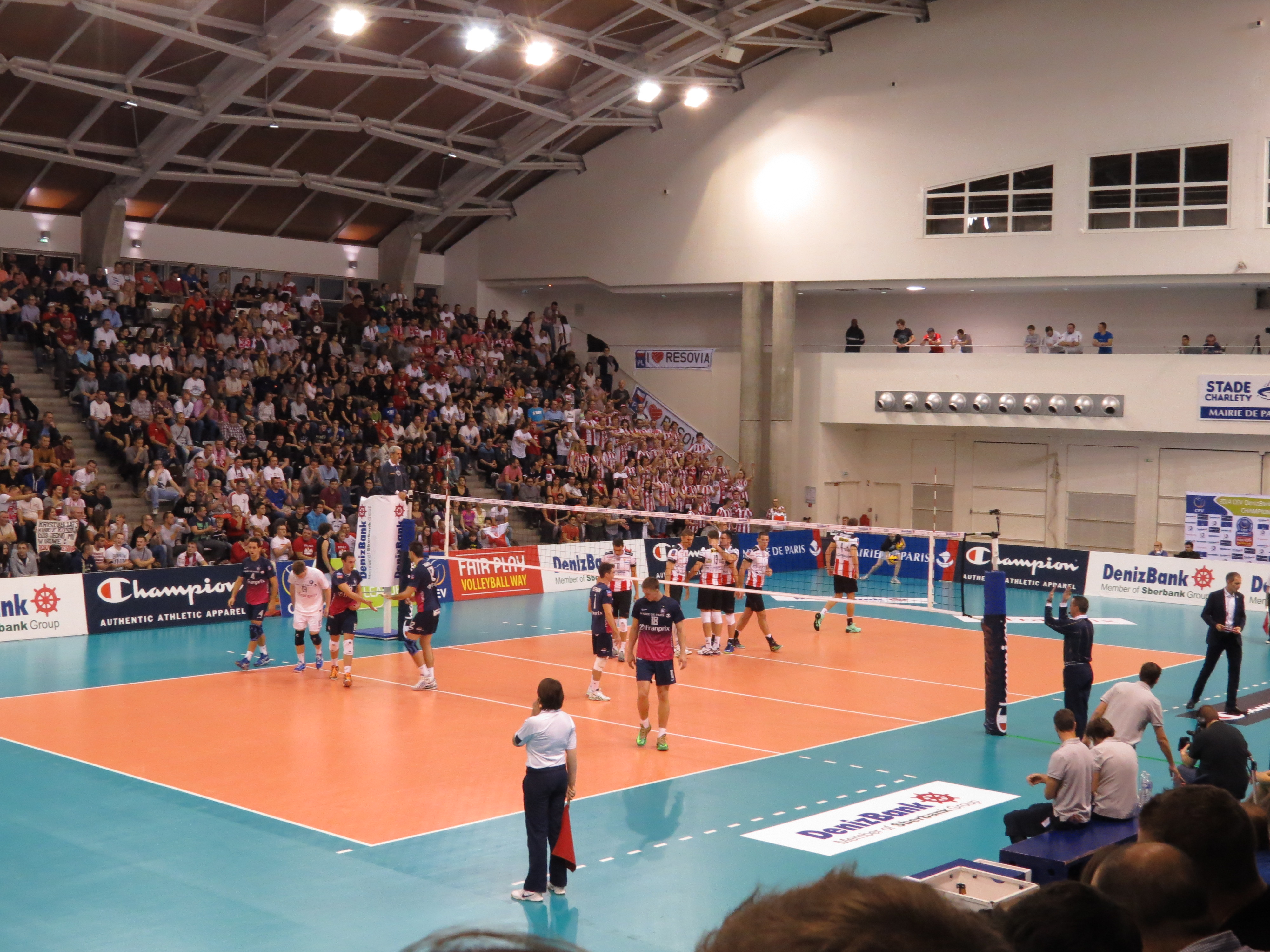
Paris Volley i Asseco Resovia Rzeszów w meczu Ligi Mistrzów w sezonie 2013/2014 (24.10.2013)

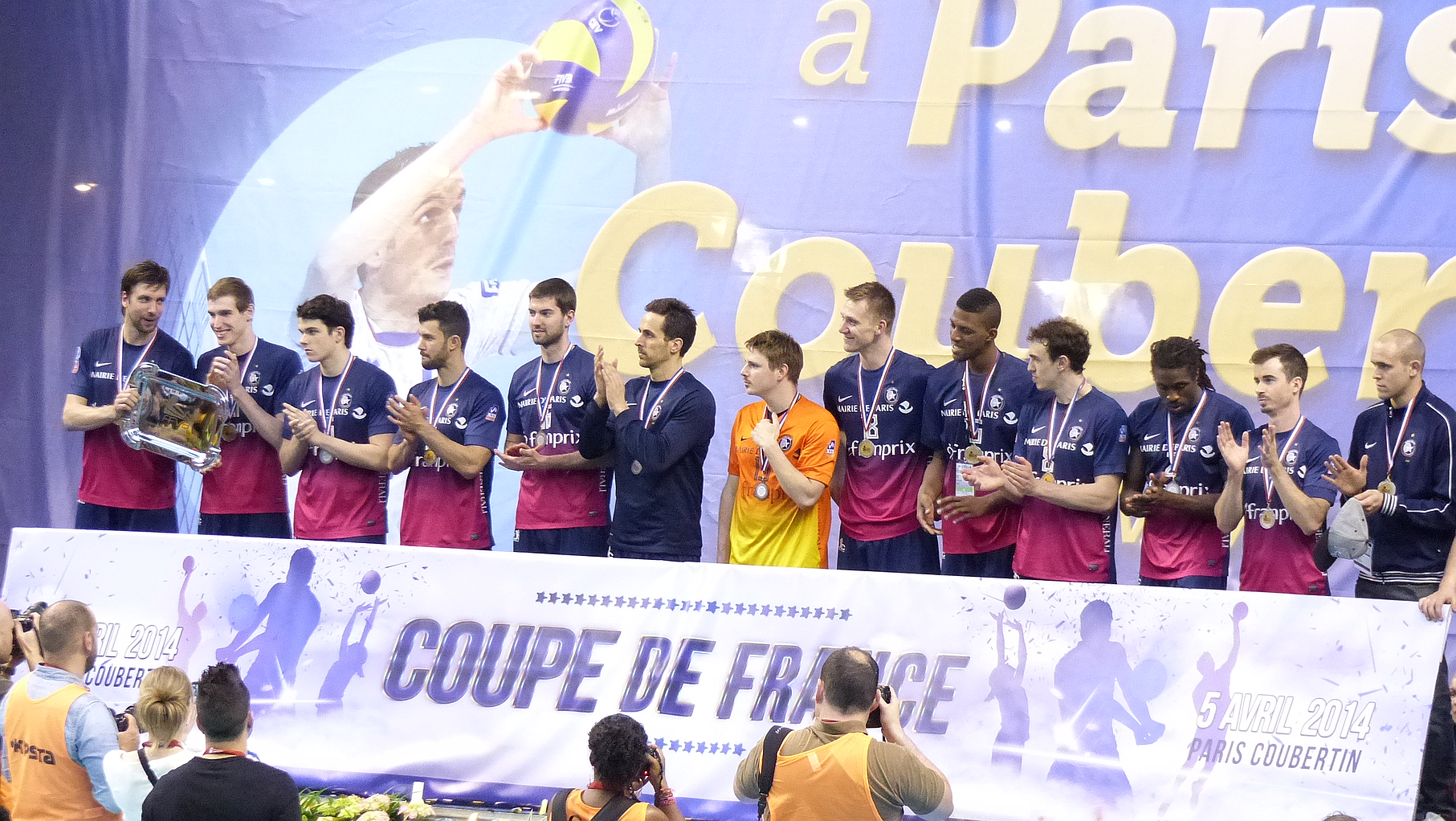
Paris Volley finalistą Pucharu Francji w sezonie 2013/2014

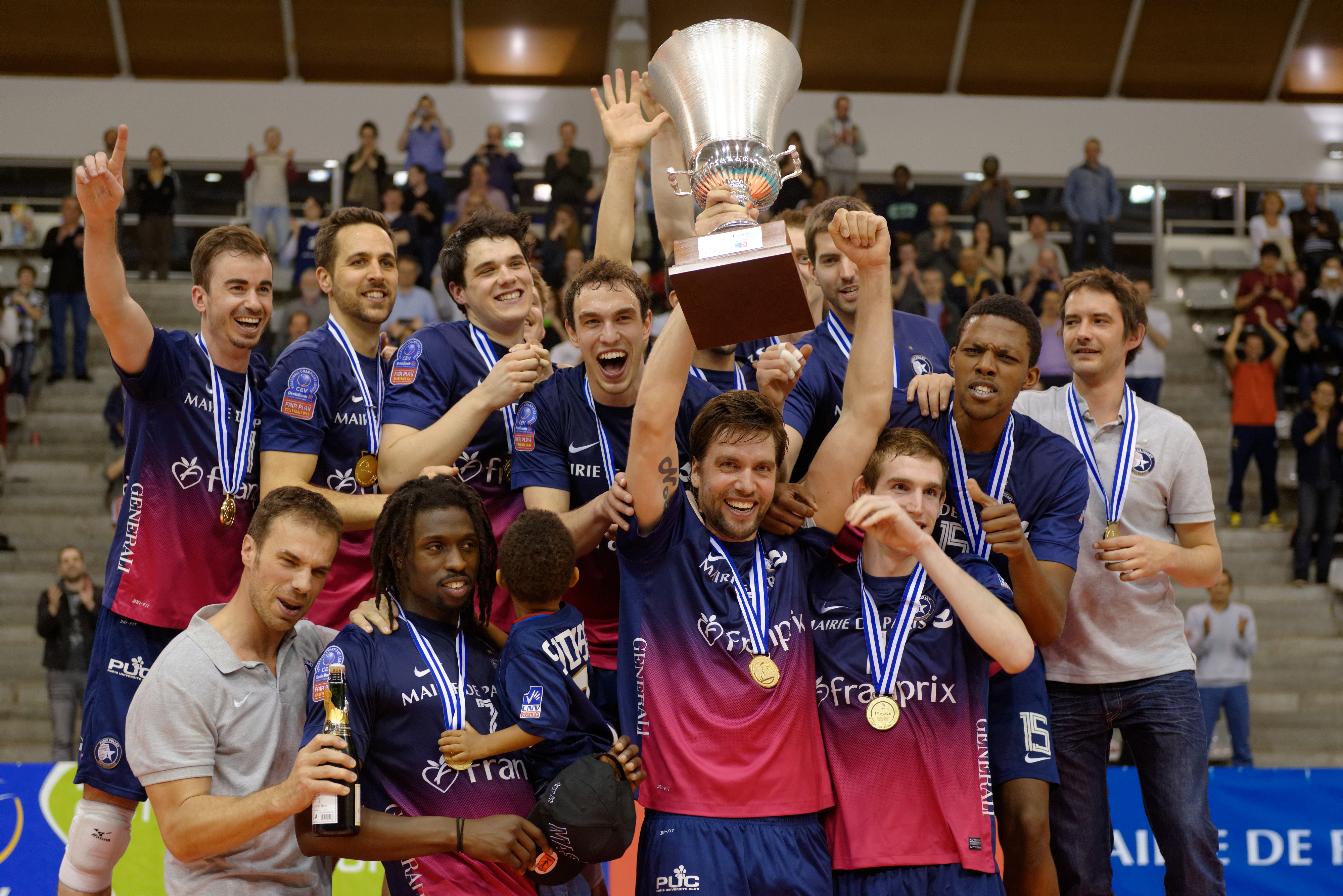
Paris Volley zwycięzcą Pucharu CEV w sezonie 2013/2014

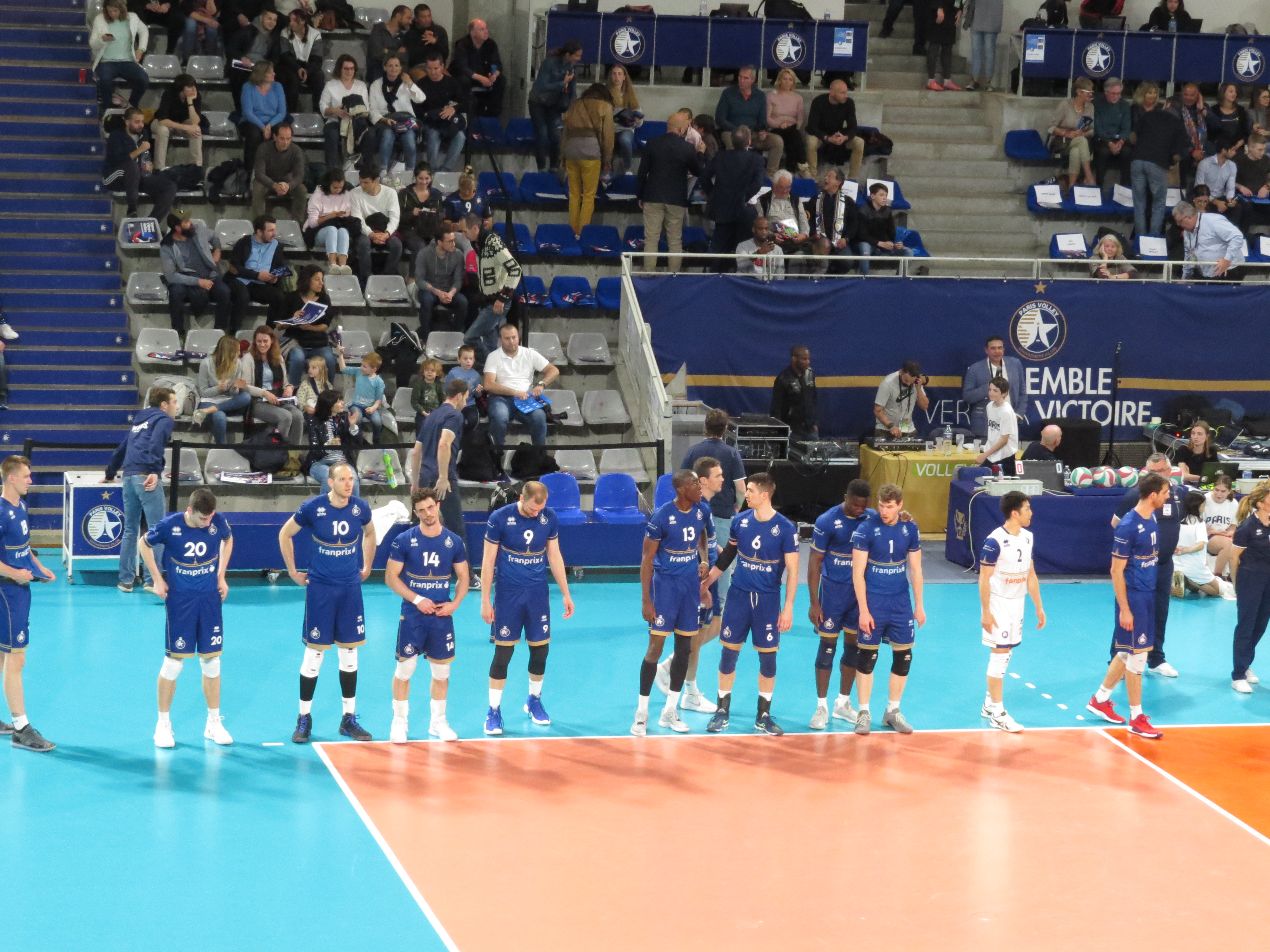
Zawodnicy Paris Volley w sezonie 2018/2019

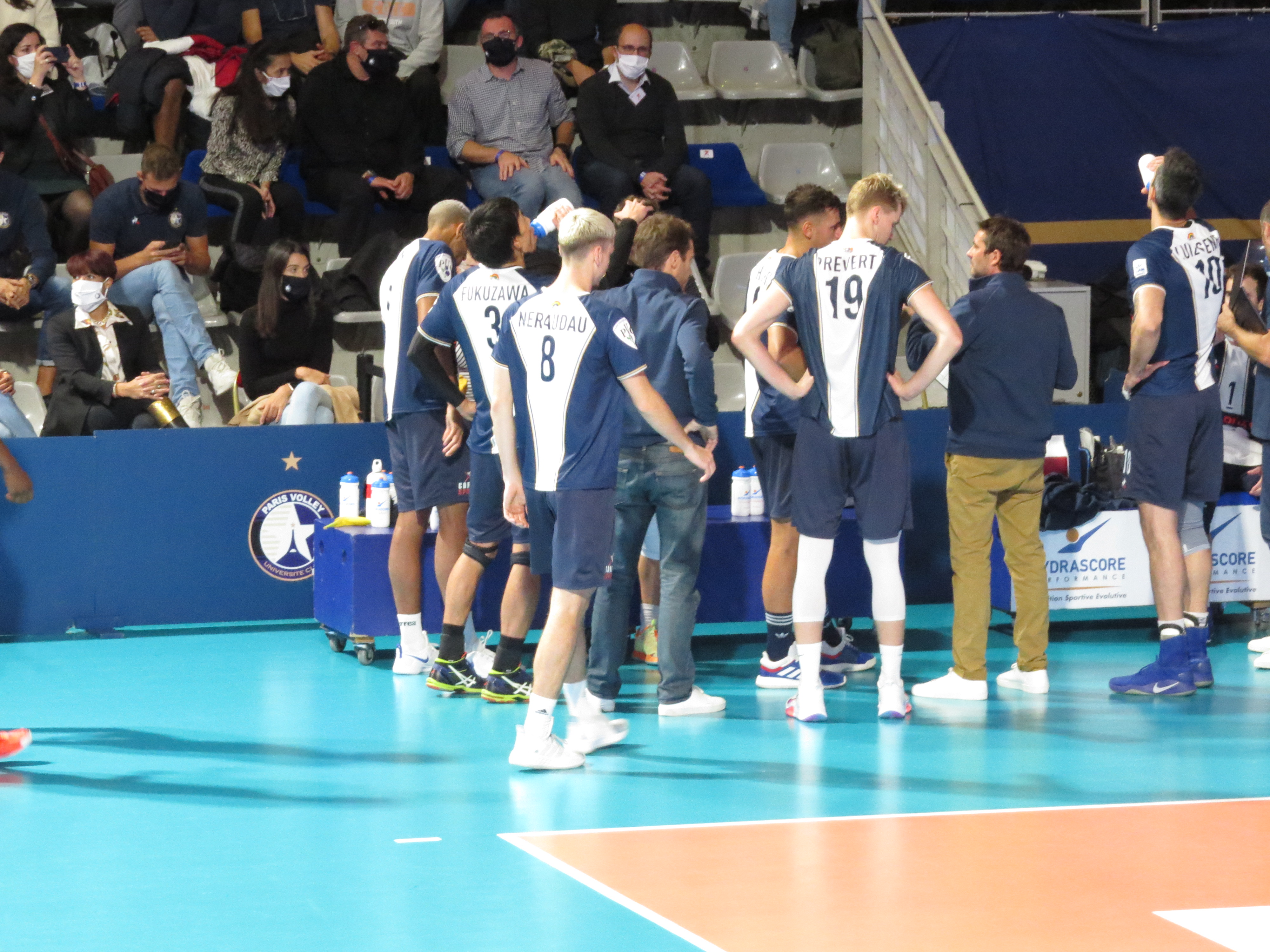
Zawodnicy Paris Volley podczas przerwy w meczu ligowym z Tourcoing Lille Métropole VB (06.10.2020)

Paris Volley – francuski męski klub siatkarski z siedzibą w Paryżu, utworzony 30 lipca 1998 na skutek połączenia sekcji siatkarskiej Paris Université Club z Paris Saint Germain-Asnières (założonego w 1948 pod nazwą Asnières Sports, a w latach 1992–1996 sekcji Paris Saint-Germain).
Swe mecze ligowe i pucharowe rozgrywa w hali Salle Pierre Charpy w Paryżu, mogącej pomieścić 1.850 widzów.

## Sukcesy

### Oficjalne
- Mistrzostwa Francji:
  -  1. miejsce (9x): 2000, 2001, 2002, 2003, 2006, 2007, 2008, 2009, 2016
  -  2. miejsce (3x): 2013, 2014, 2015
- Puchar Francji:
  -  1. miejsce (4x): 1999, 2000, 2001, 2004
- Superpuchar Francji:
  -  1. miejsce (3x): 2004, 2006, 2013
- Liga Mistrzów:
  -  1. miejsce (1x): 2001
- Puchar CEV (Puchar Challenge):
  -  1. miejsce (1x): 2014
  -  3. miejsce (1x): 2006
- Puchar Europy Zdobywców Pucharów:
  -   1. miejsce (1x): 2000
- Superpuchar Europy:
  -  1. miejsce (1x): 2001

### Sezon 2008/2009

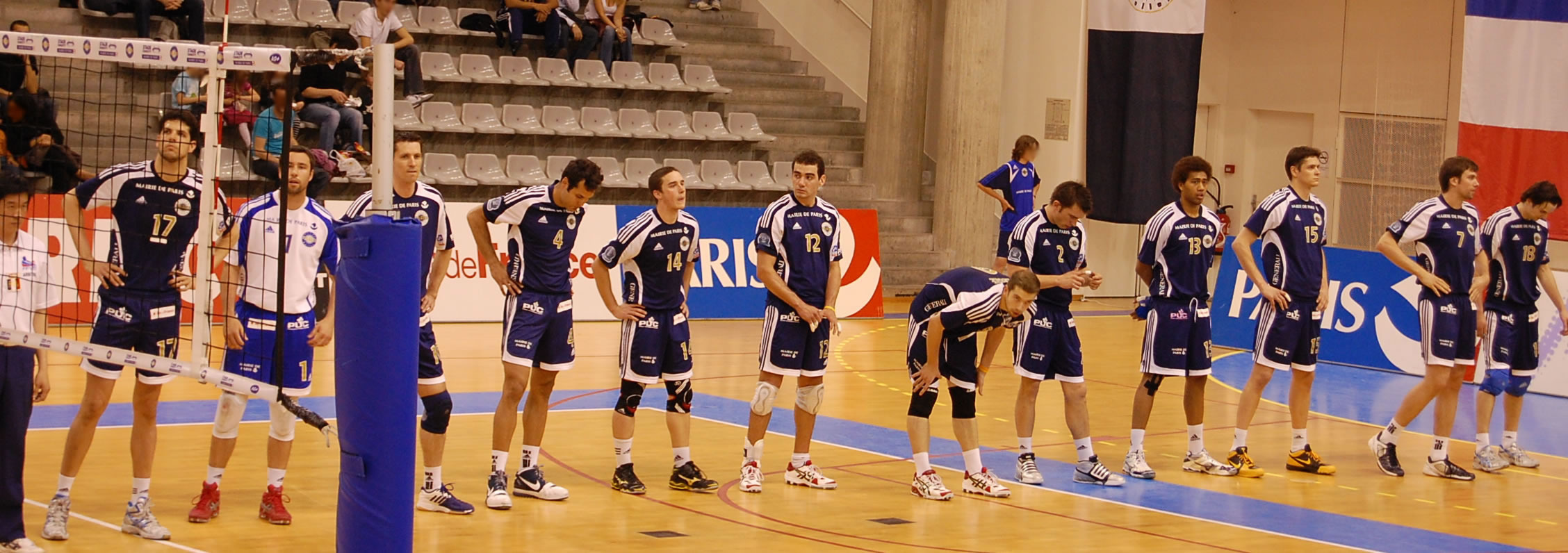
Zawodnicy Paris Volley w sezonie 2008/2009

## Polacy w klubie
| Lata gry  | Imię i nazwisko    |
| --------- | ------------------ |
| 2009-2010 | Marcel Gromadowski |

## Kadra

### Sezon 2020/2021

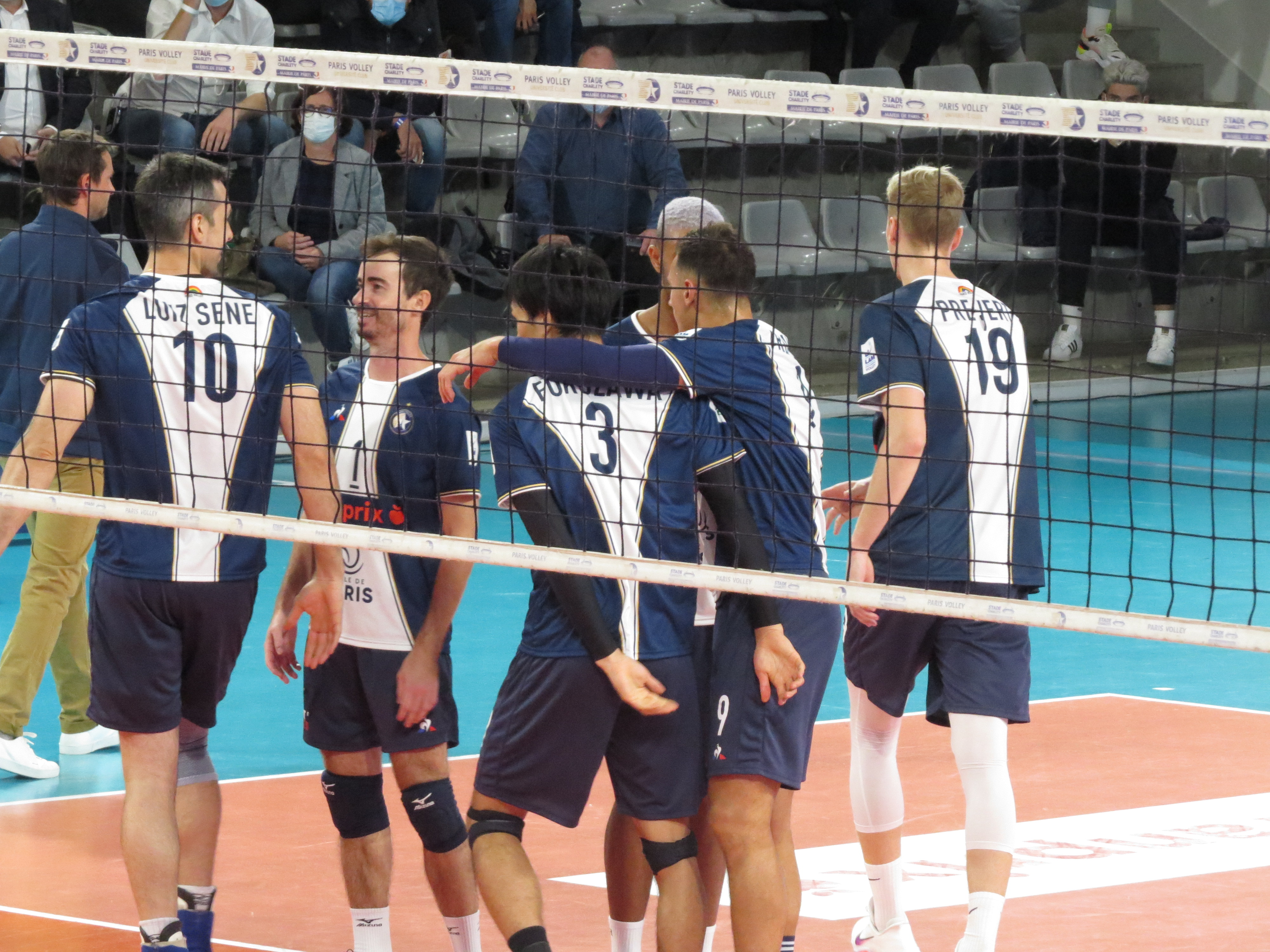
Zawodnicy Paris Volley w sezonie 2020/2021

| Nr | Imię i nazwisko                 | Data ur. | Wzrost | Pozycja      |
| -- | ------------------------------- | -------- | ------ | ------------ |
| 1  | Guillermo Hernán                | 1982     | 182    | rozgrywający |
| 3  | Tatsuya Fukuzawa                | 1986     | 190    | przyjmujący  |
| 5  | François Huetz                  | 2000     | 197    | przyjmujący  |
| 6  | Ibrahim Lawani                  | 2001     | 194    | atakujący    |
| 7  | Robin Overbeeke                 | 1989     | 198    | atakujący    |
| 8  | Robin Neraudau                  | 1999     | 198    | rozgrywający |
| 9  | Axel Truhtchev                  | 1995     | 196    | przyjmujący  |
| 10 | Luiz Henrique Sene              | 1986     | 204    | środkowy     |
| 11 | Miran Kujundžić                 | 1997     | 196    | przyjmujący  |
| 12 | Ibrahim Touré                   | 1997     | 196    | środkowy     |
| 14 | Benjamin Diez                   | 1998     | 183    | libero       |
| 16 | Robin Neraudau                  | 1999     | 198    | rozgrywający |
| 17 | Swetosław Gocew                 | 1990     | 205    | środkowy     |
| 18 | Gildas Prévert                  | 1996     | 204    | środkowy     |
|    | Antonin Rouzier (od 15.12.2020) | 1986     | 201    | atakujący    |

### Sezon 2019/2020
| Nr | Imię i nazwisko                | Data ur. | Wzrost | Pozycja      |
| -- | ------------------------------ | -------- | ------ | ------------ |
| 5  | François Huetz                 | 2000     | 197    | przyjmujący  |
| 6  | Ǵorǵi Ǵorǵiev                  | 1992     | 197    | rozgrywający |
| 7  | Robin Overbeeke                | 1989     | 198    | atakujący    |
| 8  | Carlos Eduardo Barreto Silva   | 1994     | 200    | przyjmujący  |
| 10 | Danny Poda                     | 1999     | 193    | przyjmujący  |
| 11 | Franck Lafitte                 | 1989     | 203    | środkowy     |
| 12 | Tiago Gatiboni Wesz            | 1989     | 203    | przyjmujący  |
| 14 | Julien Lavagne                 | 1985     | 184    | libero       |
| 15 | Tatsuya Fukuzawa               | 1986     | 190    | przyjmujący  |
| 16 | Robin Neraudau                 | 1999     | 198    | rozgrywający |
| 17 | Alexandre Weyl                 | 1984     | 198    | środkowy     |
| 18 | Ardo Kreek                     | 1986     | 203    | środkowy     |
| 20 | Robin Néraudeau                | 1999     | 198    | rozgrywający |
|    | Ibrahim Lawani (od 23.02.2020) | 2001     | 194    | atakujący    |

### Sezon 2018/2019
| Nr | Imię i nazwisko    | Data ur. | Wzrost | Pozycja      |
| -- | ------------------ | -------- | ------ | ------------ |
| 1  | David Chaudet      | 1993     | 194    | przyjmujący  |
| 2  | Ryuta Homma        | 1991     | 177    | libero       |
| 4  | Danny Poda         | 1999     | 190    | przyjmujący  |
| 6  | Ǵorǵi Ǵorǵiev      | 1992     | 197    | rozgrywający |
| 9  | Gregory Petty      | 1993     | 196    | przyjmujący  |
| 10 | José Luis González | 1984     | 206    | atakujący    |
| 11 | Franck Lafitte     | 1989     | 203    | środkowy     |
| 13 | Lucas Lilembo      | 1996     | 195    | atakujący    |
| 14 | Julien Lavagne     | 1985     | 184    | libero       |
| 17 | Alexandre Weyl     | 1984     | 198    | środkowy     |
| 18 | Ardo Kreek         | 1986     | 203    | środkowy     |
| 20 | Robin Néraudeau    | 1999     | 198    | rozgrywający |

### Sezon2017/2018
| Nr | Imię i nazwisko  | Data ur. | Wzrost | Pozycja      |
| -- | ---------------- | -------- | ------ | ------------ |
| 1  | Nuno Pinheiro    | 1984     | 193    | rozgrywający |
| 2  | Wouter ter Maat  | 1991     | 200    | atakujący    |
| 3  | Simon Dubreuil   | 1995     | 189    | atakujący    |
| 4  | Danny Poda       | 1999     | 190    | przyjmujący  |
| 7  | Mitchell Stahl   | 1992     | 200    | środkowy     |
| 8  | Roland Gergye    | 1993     | 200    | przyjmujący  |
| 9  | Valentin Bouleau | 1995     | 190    | rozgrywający |
| 11 | Franck Lafitte   | 1989     | 203    | środkowy     |
| 14 | Julien Lavagne   | 1985     | 184    | przyjmujący  |
| 15 | Pawieł Kuklinski | 1989     | 194    | przyjmujący  |
| 16 | Nicolas Rossard  | 1990     | 183    | libero       |
| 18 | Ardo Kreek       | 1986     | 203    | środkowy     |

### Sezon2016/2017

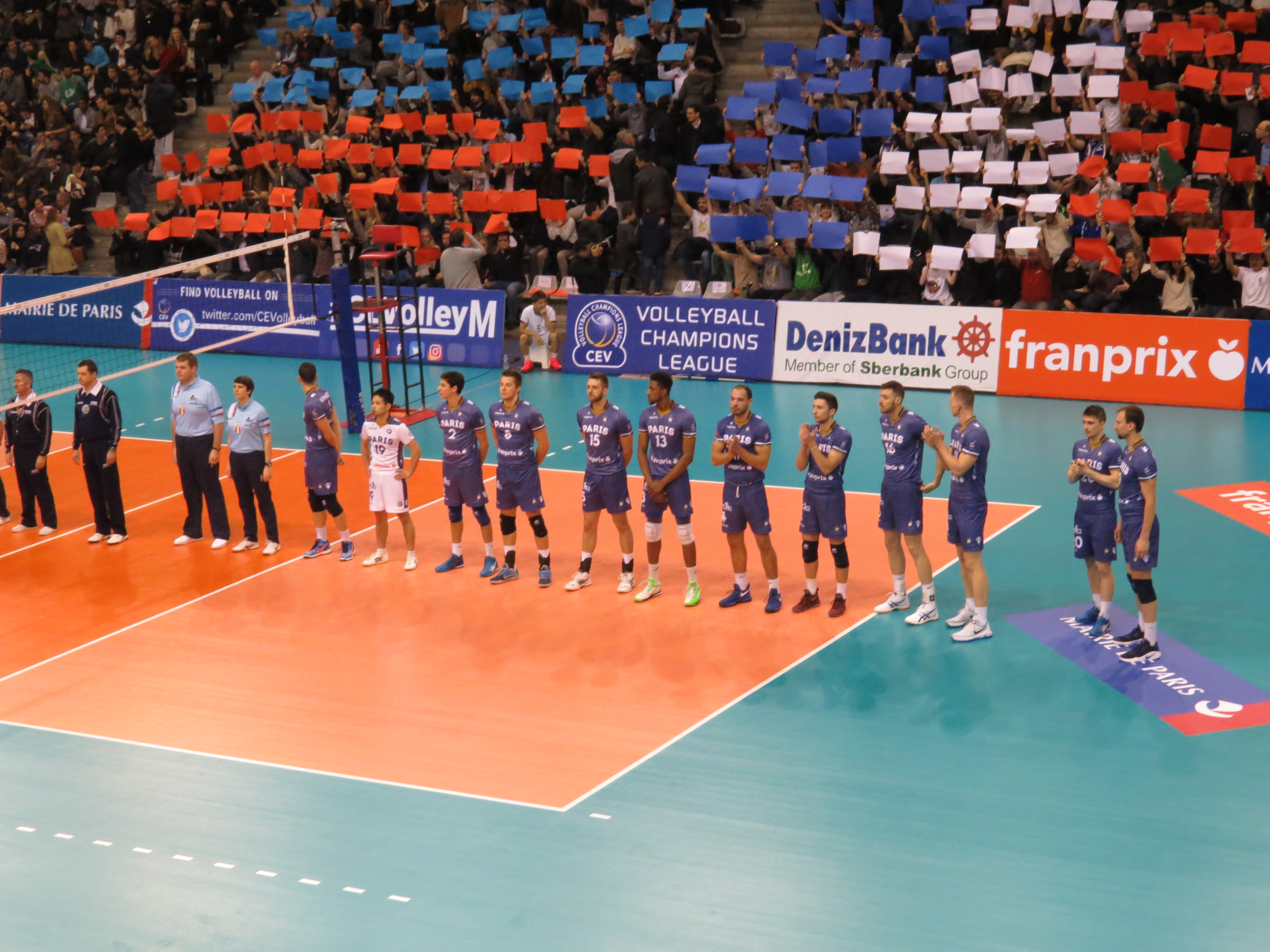
Zawodnicy Paris Volley w sezonie 2016/2017

| Nr | Imię i nazwisko    | Data ur. | Wzrost | Pozycja      |
| -- | ------------------ | -------- | ------ | ------------ |
| 1  | Nuno Pinheiro      | 1984     | 193    | rozgrywający |
| 2  | François Perrot    | 1994     | 190    | przyjmujący  |
| 3  | Simon Dubreuil     | 1995     | 189    | atakujący    |
| 4  | Philip Freere      | 1996     | 190    | przyjmujący  |
| 8  | Roland Gergye      | 1993     | 200    | przyjmujący  |
| 9  | Kamil Baránek      | 1983     | 198    | przyjmujący  |
| 11 | Franck Lafitte     | 1989     | 203    | środkowy     |
| 12 | Russell Holmes     | 1982     | 205    | środkowy     |
| 13 | Kévin Kaba         | 1994     | 205    | środkowy     |
| 14 | Benjamin Henno     | 1997     | 195    | przyjmujący  |
| 15 | Thiago Sens        | 1985     | 198    | przyjmujący  |
| 16 | Franco Paese       | 1990     | 201    | atakujący    |
| 18 | Ardo Kreek         | 1986     | 203    | środkowy     |
| 19 | Taichirō Koga      | 1989     | 170    | libero       |
| 20 | Dimitri Walgenwitz | 1994     | 182    | rozgrywający |

### Sezon2015/2016
| Nr | Imię i nazwisko           | Data ur. | Wzrost | Pozycja      |
| -- | ------------------------- | -------- | ------ | ------------ |
| 1  | David Chaudet             | 1993     | 194    | przyjmujący  |
| 3  | Davide Saitta             | 1987     | 188    | rozgrywający |
| 4  | Nicholas Hoag             | 1992     | 200    | przyjmujący  |
| 5  | Sébastien Frangolacci     | 1976     | 192    | przyjmujący  |
| 6  | Mitja Gasparini           | 1981     | 201    | atakujący    |
| 8  | Jorge Fernández Valcárcel | 1989     | 201    | środkowy     |
| 9  | Jacopo Massari            | 1988     | 185    | przyjmujący  |
| 13 | Markus Steuerwald         | 1989     | 183    | libero       |
| 14 | Benjamin Henno            | 1997     | 195    | przyjmujący  |
| 15 | Kévin Kaba                | 1994     | 205    | środkowy     |
| 16 | Dmitrii Bahov             | 1990     | 197    | przyjmujący  |
| 18 | Ardo Kreek                | 1986     | 203    | środkowy     |
| 20 | Dimitri Walgenwitz        | 1994     | 182    | rozgrywający |

### Sezon2014/2015
| Nr | Imię i nazwisko           | Data ur. | Wzrost | Pozycja      |
| -- | ------------------------- | -------- | ------ | ------------ |
| 1  | Guillermo Hernán          | 1982     | 182    | rozgrywający |
| 3  | Nikola Kovačević          | 1983     | 193    | przyjmujący  |
| 4  | Marko Bojić               | 1988     | 201    | przyjmujący  |
| 5  | Sébastien Frangolacci     | 1976     | 192    | przyjmujący  |
| 6  | Antoine Brizard           | 1994     | 194    | rozgrywający |
| 7  | Nikola Ǵorǵiev            | 1988     | 195    | atakujący    |
| 8  | Jorge Fernández Valcárcel | 1989     | 201    | środkowy     |
| 11 | David Chaudet             | 1993     | 194    | przyjmujący  |
| 12 | Gabriel Lechallier-Correa | 1993     | 195    | przyjmujący  |
| 13 | Markus Steuerwald         | 1989     | 183    | libero       |
| 14 | Jordan Marie-Antoinette   | 1993     | 190    | przyjmujący  |
| 15 | Kévin Kaba                | 1994     | 205    | środkowy     |
| 16 | Dmitrii Bahov             | 1990     | 197    | przyjmujący  |
| 18 | Ardo Kreek                | 1986     | 203    | środkowy     |

### Sezon2013/2014
| Nr | Imię i nazwisko         | Data ur. | Wzrost | Pozycja      |
| -- | ----------------------- | -------- | ------ | ------------ |
| 1  | Guillermo Hernán        | 1982     | 182    | rozgrywający |
| 2  | Mory Sidibé             | 1987     | 193    | atakujący    |
| 4  | Jeroen Trommel          | 1980     | 194    | przyjmujący  |
| 5  | Marc Vautier            | 1991     | 192    | przyjmujący  |
| 6  | Antoine Brizard         | 1994     | 194    | rozgrywający |
| 7  | Dennis Van der Veen     | 1983     | 202    | środkowy     |
| 8  | Marko Ivović            | 1990     | 192    | przyjmujący  |
| 9  | William                 | 1984     | 190    | przyjmujący  |
| 11 | Philippe Tuitoga        | 1990     | 197    | środkowy     |
| 12 | Goran Marić             | 1981     | 204    | atakujący    |
| 13 | Markus Steuerwald       | 1989     | 183    | libero       |
| 14 | Jordan Marie-Antoinette | 1993     | 190    | przyjmujący  |
| 15 | Kévin Kaba              | 1994     | 205    | środkowy     |
| 16 | Remy Fidon              | 1991     | 201    | atakujący    |
| 17 | Lucas Nedelec           | 1992     | 189    | przyjmujący  |
| 18 | Ardo Kreek              | 1986     | 203    | środkowy     |

### Sezon2012/2013
| Nr | Imię i nazwisko         | Data ur. | Wzrost | Pozycja      |
| -- | ----------------------- | -------- | ------ | ------------ |
| 4  | Todor Skrimow           | 1990     | 192    | przyjmujący  |
| 5  | Julien Reynet           | 1990     | 194    | przyjmujący  |
| 6  | Anthony Krolis          | 1984     | 194    | atakujący    |
| 7  | Dennis Van der Veen     | 1983     | 202    | środkowy     |
| 8  | Armands Celitāns        | 1984     | 200    | środkowy     |
| 11 | Philippe Tuitoga        | 1990     | 197    | środkowy     |
| 12 | Joshua Howatson         | 1984     | 200    | rozgrywający |
| 13 | Markus Steuerwald       | 1989     | 183    | libero       |
| 14 | Jordan Marie-Antoinette | 1993     | 190    | przyjmujący  |
| 15 | Kévin Kaba              | 1994     | 205    | środkowy     |
| 16 | André Ricardo Lukianetz | 1982     | 196    | przyjmujący  |
| 18 | Ardo Kreek              | 1986     | 203    | środkowy     |
| 19 | Mikko Oivanen           | 1986     | 198    | atakujący    |
| 20 | Antoine Brizard         | 1994     | 194    | rozgrywający |

### Sezon2011/2012
| Nr | Imię i nazwisko     | Data ur. | Wzrost | Pozycja      |
| -- | ------------------- | -------- | ------ | ------------ |
| 1  | Miloš Balandžić     | 1990     | 189    | rozgrywający |
| 2  | Moïse Kahlemue      | 1988     | 195    | środkowy     |
| 3  | Raphaël Attie       | 1989     | 200    | środkowy     |
| 4  | Todor Skrimow       | 1990     | 192    | przyjmujący  |
| 5  | Julien Reynet       | 1990     | 194    | przyjmujący  |
| 7  | Dennis Van der Veen | 1983     | 202    | środkowy     |
| 8  | Armands Celitāns    | 1984     | 200    | środkowy     |
| 9  | Thomas Zass         | 1989     | 194    | atakujący    |
| 10 | Jiří Novák          | 1974     | 198    | przyjmujący  |
| 12 | Joshua Howatson     | 1984     | 200    | rozgrywający |
| 13 | Markus Steuerwald   | 1989     | 183    | libero       |
| 16 | Emmanuel Ragondet   | 1987     | 191    | przyjmujący  |

### Sezon2010/2011
| Nr | Imię i nazwisko     | Data ur. | Wzrost | Pozycja      |
| -- | ------------------- | -------- | ------ | ------------ |
| 1  | Matt Webber         | 1985     | 200    | atakujący    |
| 2  | Moïse Kahlemue      | 1988     | 195    | środkowy     |
| 3  | Raphaël Attie       | 1989     | 200    | środkowy     |
| 4  | Todor Skrimow       | 1990     | 192    | przyjmujący  |
| 6  | Ondřej Boula        | 1977     | 196    | rozgrywający |
| 7  | Dennis Van der Veen | 1983     | 202    | środkowy     |
| 8  | Enrique Escalante   | 1984     | 195    | środkowy     |
| 9  | Clément Bleuze      | 1982     | 197    | przyjmujący  |
| 10 | Jiří Novák          | 1974     | 198    | przyjmujący  |
| 12 | Carlos Antony       | 1988     | 192    | przyjmujący  |
| 13 | Markus Steuerwald   | 1989     | 183    | libero       |
| 14 | Romain Bonon        | 1988     | 184    | rozgrywający |

### Sezon2009/2010
| Nr | Imię i nazwisko     | Data ur. | Wzrost | Pozycja      |
| -- | ------------------- | -------- | ------ | ------------ |
| 1  | Miloš Balandžić     | 1990     | 189    | rozgrywający |
| 2  | Yannick Bazin       | 1983     | 192    | rozgrywający |
| 3  | Raphaël Attie       | 1989     | 200    | środkowy     |
| 4  | Todor Skrimow       | 1990     | 192    | przyjmujący  |
| 5  | Christophe Szenberg | 1987     | 198    | atakujący    |
| 6  | Sebastijan Škorc    | 1974     | 180    | libero       |
| 7  | Dennis Van der Veen | 1983     | 202    | środkowy     |
| 8  | Felix Fischer       | 1983     | 203    | środkowy     |
| 9  | Clément Bleuze      | 1982     | 197    | przyjmujący  |
| 10 | Jiří Novák          | 1974     | 198    | przyjmujący  |
| 12 | Carlos Antony       | 1988     | 192    | przyjmujący  |
| 17 | Štěpán Smrčka       | 1981     | 200    | środkowy     |
| 18 | Marcel Gromadowski  | 1985     | 202    | atakujący    |